# Amodio eta gorrotozko kantak/Canciones de amor y odio (1984-1998)
Amodio eta gorrotozko kantak/Canciones de amor y odio (1984-1998) es el título de un recopilatorio lanzado por el músico vasco Fermin Muguruza antes de publicar su primer disco en solitario.
El álbum, en formato disco-libro fue editado en conjunto por las discográficas independientes Esan Ozenki y El Europeo Música. En el libro se recopilaron buena parte de los textos que Fermin había escrito durante su andadura musical, apareciendo en castellano y euskera. La pretensión de publicarlos en formato libro no fue debido, según el propio Fermin, a su valía literaria, sino a su valía como textos escritos en un contexto sociopolítico muy determinado:
«Los textos que he seleccionado [...] no son poemas, ni tan siquiera ensayos fallidos por alcanzar alguna pretensión literaria. Son sencillamente canciones impregnadas de un compromiso militante con la realidad, [...] para disparar sobre una melodía...»
De hecho, Fermin ha declarado en más de una ocasión que las canciones que escribe son fruto de su tiempo y su situación en el momento de escribir:
«[mis letras] giran sobre todo alrededor de mi experiencia vital»
En el CD se recopilaron una serie de canciones no solo de los grupos en los que había militado Fermin (Kortatu, Negu Gorriak o Fermin Muguruza eta Dut), sino también de grupos para los que él había escrito algunas canciones, como Anestesia o Nación Reixa. 
Tanto la selección de los textos como de la música fueron obras del propio Fermin.

## Lista de canciones
| #   | Canción                                                    | Intérprete(s)                           |
| 1.  | «Nicaragua sandinista»                                     | Kortatu                                 |
| 2.  | «La línea del frente»                                      | Kortatu                                 |
| 3.  | «Etxerat» («A casa»)                                       | Kortatu                                 |
| 4.  | «Radio Rahim»                                              | Negu Gorriak                            |
| 5.  | «B.S.O.»                                                   | Negu Gorriak                            |
| 6.  | «Aizu (Pez mix)» («Escúchame»)                             | Negu Gorriak                            |
| 7.  | «Kokomero Kapitaina» («El Capitán Sandía»)                 | Fermin Muguruza eta Malkojaleen Piratak |
| 8.  | «Lucrezia»                                                 | Fermin Muguruza eta Dut                 |
| 9.  | «Ibili (Xabi Pery mix)» («Andar»)                          | Fermin Muguruza eta Dut                 |
| 10. | «¡Alerta guerrillas!»                                      | Todos Tus Muertos                       |
| 11. | «La esquina del mundo»                                     | Tijuana No                              |
| 12. | «Positive bomb» («Bomba positiva»)                         | Joxe Ripiau                             |
| 13. | «Encuentro con Sarri en Nación Reixa»                      | Nación Reixa                            |
| 14. | «Basurdearen irrintzia» («El grito desgarrado del jabalí») | Anestesia                               |
| 15. | «Crudo (Comandante version)»                               | Garaje H                                |

## Créditos del CD
| 1. «Nicaragua sandinista» (Kortatu) Letra: Fermin Muguruza Música: Fermin e Iñigo Muguruza Extraída de Azken Guda Dantza (1988) Fermin Muguruza: voz y guitarra Iñigo Muguruza: bajo Treku Armendariz: batería Kaki Arkarazo: guitarra y mezclas José J. Gómez: trompeta José M. Dorronsoro: trompeta Juanan Díez: trombón Josetxo Silguero: saxofón Anjel Katarain: técnico de sonido | 2. «La línea del frente» (Kortatu) Letra: Fermin Muguruza Música: Fermin e Iñigo Muguruza Extraída de Azken Guda Dantza (1988) Fermin Muguruza: voz y guitarra Iñigo Muguruza: bajo Treku Armendariz: batería Kaki Arkarazo: guitarra y mezclas Anjel Katarain: técnico de sonido | 3. «Etxerat» (Kortatu) Letra: Fermin Muguruza y Mikel Antza Música: Fermin e Iñigo Muguruza Extraída de Kolpez Kolpe (1988) Fermin Muguruza: voz y guitarra Iñigo Muguruza: bajo Treku Armendariz: batería Mikel Valkarlos: trompeta Javier Silguero: trompeta Juanan Díez: trombón Josetxo Silguero: saxofón Kaki Arkarazo: grabación y mezclas |

| 4. «Radio Rahim» (Negu Gorriak) Letra: Fermin Muguruza Música: Fermin Muguruza, Iñigo Muguruza y Kaki Arkarazo Extraída de Negu Gorriak (1990) Fermin Muguruza: voz Iñigo Muguruza: guitarra, bajo y coros Kaki Arkarazo: guitarra, grabación y mezclas | 5. «B.S.O.» (Negu Gorriak) Letra: Fermin Muguruza Música: Kaki Arkarazo Extraída de Gure Jarrera (1991) Fermin Muguruza: voz Iñigo Muguruza: guitarra y coros Kaki Arkarazo: guitarra, grabación y mezclas Mikel «Anestesia»: bajo Mikel «Bap!!»: batería Contenía un sampler de Linton Kwesi Jhonson | 6. «Aizu (Pez mix)» (Negu Gorriak) Letra: Fermin Muguruza Música: Kaki Arkarazo Extraída de Ustelkeria (1996) Fermin Muguruza: voz Iñigo Muguruza: guitarra Kaki Arkarazo: guitarra, grabación y mezclas Mikel «Anestesia»: bajo Mikel «Bap!!»: batería Irantzu Silva: coros Javi Pez: remezcla y coros |

| 7. «Kokomero Kapitaina» (Fermin Muguruza eta Malkojaleen Piratak) Letra y música: Fermin Muguruza Extraída de Ikastola Berria Eraik Dezagun Zuberoan (1997) Fermin Muguruza: voz Xabi Pery: programación, grabación y mezclas | 8. «Lucrezia» (Fermin Muguruza eta Dut) Letra: Fermin Muguruza Música: Fermin Muguruza eta Dut Extraída de Ireki Ateak (1997) Fermin Muguruza: voz Xabi Strubell: guitarra Joseba Ponce: bajo Galder Izagirre: batería Hubert Césarion: sampler «Zapatista» Xabi Pery: grabación y mezclas | 9. «Ibili (Xabi Pery mix)» (Fermin Mugurza eta Dut) Letra: Fermin Muguruza Música: Dut Remezcla inédita de Xabi Pery Fermin Muguruza: voz Xabi Strubell: guitarra Joseba Ponce: bajo Galder Izagirre: batería Xabi Pery: grabación y mezclas |

| 10. «¡Alerta guerrillas!» (Todos Tus Muertos) Letra: Fermin Muguruza Música: Félix Gutiérrez, Pablo Potenzoni, Horacio Villafañe Extraída de Dale Aborigen Horacio Gamenaxe: guitarra Félix Gutiérrez: bajo Pablo Potenzoni: batería Fidel Nadal: coros Pablo «Dronkit Master»: coros Fermin Muguruza: voz y coros Manu Chao: coros Ricardo Troilo, A. Rivarola y Adrián Taverna: grabación y mezclas | 11. «La esquina del mundo» (Tijuana No) Letra: Fermin Muguruza Música: Tijuana No Extraída de Transgresores De La Ley (1994) Cecilia Bastida: teclados y voz Luis Güereña: percusiones y voz Teca García: percusiones y voz Jorge Velázquez: bajo Jorge Jímenez: guitarra Alejandro Zúñiga: batería Iñigo Muguruza: guitarra Kaki Arkarazo: guitarra, grabación y mezclas Fermin Muguruza: producción | 12. «Positive bomb» (Joxe Ripiau) Letra y música: Fermin e Iñigo Muguruza Extraída de Positive Bomb (1996) Iñigo Muguruza: voz y bajo Jabier Muguruza: acordeón y coros Sergio Ordóñez: güiro y ambiente Anjel Katarain: grabación y mezclas |

| 13. «Encuentro con Sarri en Nación Reixa» (Nación Reixa) Letra: Fermin Muguruza y Joseba Sarrionandia Música: Kaki Arkartazo Extraída de Alivio Rápido (1994) Antón Reixa: voz Kaki Arkarazo: programaciones, guitarra, bajo, grabación y mezclas | 14. «Basurdearen irrintzia» (Anestesia) Letra: Fermin Muguruza Música: Mikel Kazalis Extraída de Gorrotearen Ahotsa (1993) Neil: voz Mikel Kazalis: guitarra y coros Dani: bajo Beloki: batería Kaki Arkarazo: grabación y mezclas | 15. «Crudo (Comandante version)» (Garaje H) Letra: Fermin Muguruza, Abel García, Stanley Música: Manuel Méndez Extraída de Sin Azúcar (1998) Abel García: voz Manuel Méndez: guitarra y coros José García: bajo Sergio León: batería Luis Alberto Suárez: percusiones Kaki Arkarazo: guitarra Fermin Muguruza: voz Ernesto Nodarse: grabación y mezclas |

## Créditos del libro
- Diseño: Joseba Ponce.
- Director editorial: Borja Casani.
- Fotografías de: Jitu, Pablo Cabeza, Maribí Ibarrola, Jon Iraundegi, Susana Rico, Mikel Abrego, Ikorkotx, Fito Keller, Garikoitz Garaialde, Jabitxu, Iñaki Bakedano, Galder Izagirre, Luna, Clemente Bernad, Aitor Bayo, Carlos Aznárez y Yuriria Pantoja.
- Impreso por AGS.
- ISBN 84-605-8373-2.